# Rue Bouilloux-Lafont
La rue Bouilloux-Lafont est une voie du 15e arrondissement de Paris, en France.

## Situation et accès
La rue Bouilloux-Lafont est une voie publique située dans le 15e arrondissement de Paris. Elle débute au 139, avenue Félix-Faure et se termine au(x  87 et) 93, rue Leblanc.

## Origine du nom
Elle porte le nom de l'ancien propriétaire des lieux.
Est-ce en rapport avec un des deux frères : Maurice Bouilloux-Lafont (1875-1937) et Marcel Bouilloux-Lafont  (1871-1944)?
Oui. Ce sont les commanditaires de l'ensemble à l'architecte Albert Sélonier (1858-1926) dès 1909.

## Historique
La rue était privée à sa construction puis a été cédée à la ville de Paris.